# Schall-Manucodia
Die Schall-Manucodia ( Phonygammus keraudrenii), auch Trompeterparadieskrähe genannt, ist eine krähenähnlich aussehende Vogelart aus der Familie der Paradiesvögel (Paradisaeidae). Die Schall-Manucodia kommt auf Neuguinea, im äußersten Norden von Australien und angrenzenden Inseln vor. Unter den Paradiesvögeln ist die Schall-Manucodia die Art mit dem größten Verbreitungsgebiet. Sie gehört zu den wenigen monogamen Arten der Paradiesvögel. Auf Grund des australischen Verbreitungsgebietes ist die Schall-Manucodia im Vergleich zu den nur auf Neuguinea vorkommenden Arten vergleichsweise gut erforscht.
Die Bestandssituation der Schall-Manucodia wird von der IUCN als ungefährdet (least concern) eingestuft. Es werden sechs Unterarten unterschieden.

## Beschreibung

### Körperbau und -maße
Die Schall-Manucodia ist ein vergleichsweise großer Paradiesvogel mit einem langen, leicht gestuften Schwanzgefieder.
Sie erreicht eine Körperlänge von bis zu 31 Zentimeter, davon entfallen beim Männchen zwischen 11 und 13,3 Zentimeter und beim Weibchen zwischen 10,8 und 12,5 Zentimeter auf die Steuerfedern. Der Schnabel hat eine Länge von 2,9 bis 3,6 Zentimeter. Die Männchen wiegen zwischen 130 und 240 Gramm, die Weibchen sind mit 130 bis 182 Gramm etwas schwer. Die Geschlechter unterscheiden sich nur geringfügig. Die Weibchen bleiben mit einer Körperlänge von bis zu 28 Zentimeter etwas kleiner als die Männchen. Sie sind auch etwas matter gefärbt. Ihr Gefieder schimmert mehr grünlich blau als violett.
Zu den anatomischen Besonderheiten der Schall-Manucodia gehört, dass die Männchen ähnlich wie die Manukoden eine verlängerte Luftröhre hat. Die verlängerte Luftröhre liegt schlingenförmig auf der Brustmuskulatur direkt unter der Haut. Dies ist einer der Gründe, warum sie früher in diese Gattung gestellt wurde.

### Erscheinungsbild
Der Kopf, der Hals und der Nacken sind blauschwarz und schimmert bei bestimmten Lichteinfall blaugrünlichen mit einzelnen violetten Schlaglichtern. Die Federn am hinteren Scheitel, im Nacken und am unteren Hals sind verlängert und spitz zulaufend. Die ebenfalls verlängerten Federn über den Augen bilden auffällige „Ohren“.
Der Mantel, der Rücken, der Bürzel, die Oberschwanzdecken und die Oberseite der Steuerfedern sind blauschwarz mit einem sehr intensiven irisierenden Blau und dunkelvioletten Schlaglichtern. Die Handschwingen sind schwarzbraun mit blau irisierenden Säumen an den Außenfahnen. Die Vorderbrust und die übrige Körperunterseite sind schwarz mit einem öligen grünblauen Schwanz. Bei bestimmten Lichtverhältnissen bilden sich insbesondere auf dem Brustgefieder dunkelviolette Schlaglichter. Die Brustfedern sind außerdem verlängert und laufen spitz aus. Die Unterschwanzdecken sind matter und glänzen weniger auffällig. Die Steuerfedern sind auf der Unterseite schwarzbraun. Der Schnabel, die Beine und Füße sind schwärzlich bis schwarz. Die Iris ist rot mit einem feinen dunkelbraunen inneren Ring.

## Verbreitungsgebiet, Unterarten und Lebensraum

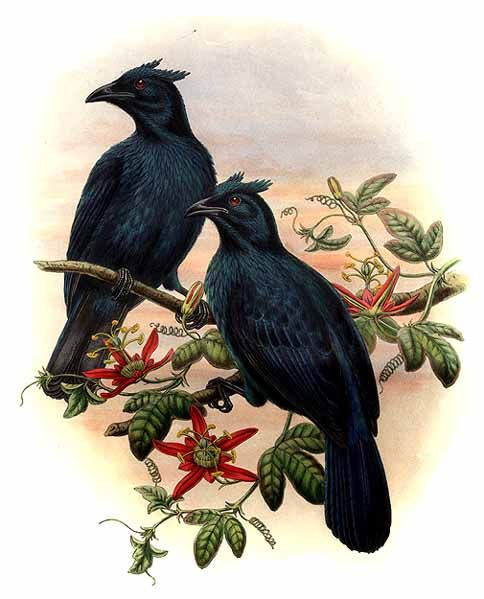
Ein Paar Schall-Manucodien

Das für einen Paradiesvogel sehr große Verbreitungsgebiet der Schall-Manucodia erstreckt sich vom Vogelkop im äußersten Westen Neuguineas bis zu den D’Entrecasteaux-Inseln im Osten Neuguineas und der australischen Kap-York-Halbinsel. Die einzelnen Unterarten kommen in folgenden Regionen vor:
- P. k. keraudrenii (Lesson & Garnot, 1826) – Westen Neuguineas (Vogelkop, Onin-Halbisnel und Weyland-Gebirge)
- P. k. jamesii - Sharpe, 1877 – Tiefebenen im Süden Neuguineas vom Fluss Mimika bis Port Moresby sowie die Inseln im Norden der Torres-Strait (Boigu und Saibai), Aru-Inseln
- P. k. neumanni Reichenow, 1918 – Gebirge der Nordküste Neuguineas, Teile der Gebirge im Landesinneren und Gebirge im Nordosten von Neuguinea.
- P. k. purpureoviolaceus - A. B. Meyer, 1885 – Hochland im Südosten von Neuguinea.
- P. k. hunsteini Sharpe, 1882 – D’Entrecasteaux-Inseln, eine Inselgruppe in der Salomonensee, östlich von Neuguinea. Die Schall-Manucodia kommt hier auf den Inseln Moratau, Nidula und Duau vor.
- P. k. gouldii (G. R. Gray, 1859) – Vorkommen ist auf die Kap-York-Halbinsel im äußersten Nordosten von Australien sowie die australischen Inseln Albany Island und Mai Island unmittelbar vor der australischen Küste begrenzt.

Der Lebensraum der Schall-Manucodia ist fast ausschließlich das Innere von Regenwälder. Sie kommt fast nur in Primärwäldern vor und ist nur selten an Waldrändern zu beobachten.

## Lebensweise
Die Schall-Manucodia lebt einzelgängerisch, paarweise oder in kleinen Trupps von vier bis sechs Individuen. Trupps ziehen gemeinsam durch die Baumkronen und fallen vor allem durch ihre Rufe auf. Grundsätzlich ist die Schall-Manucodia ein scheuer Vogel, der seine Anwesenheit vor allem durch seine Rufe verrät.
Die Schall-Manucodia frisst fast ausschließlich Früchte und ist nach jetzigem Erkenntnisstand ein Feigenspezialist. Bei den wenigen Vögeln, die bislang genauer beobachtet wurden, machten verschiedene Wildfeigenarten 80 Prozent der Nahrung dieser Paradiesvogelart aus. Neben Früchten frisst sie auch kleine Wirbellose. Während der Nahrungssuche ist die Schall-Manucodia sehr aggressiv: Sie vertreibt andere Paradiesvögel sowie andere fruchtfressenden Singvogelarten aus fruchttragenden Bäumen. Sie sucht ihre Nahrung fast ausschließlich im oberen Baumkronenbereich, bleibt aber im Inneren Baumkronenbereich und meidet auch die Kronen von Bäumen, die über den geschlossenen Kronenbereich herausragen.

## Fortpflanzung

### Brutzeit und Balz

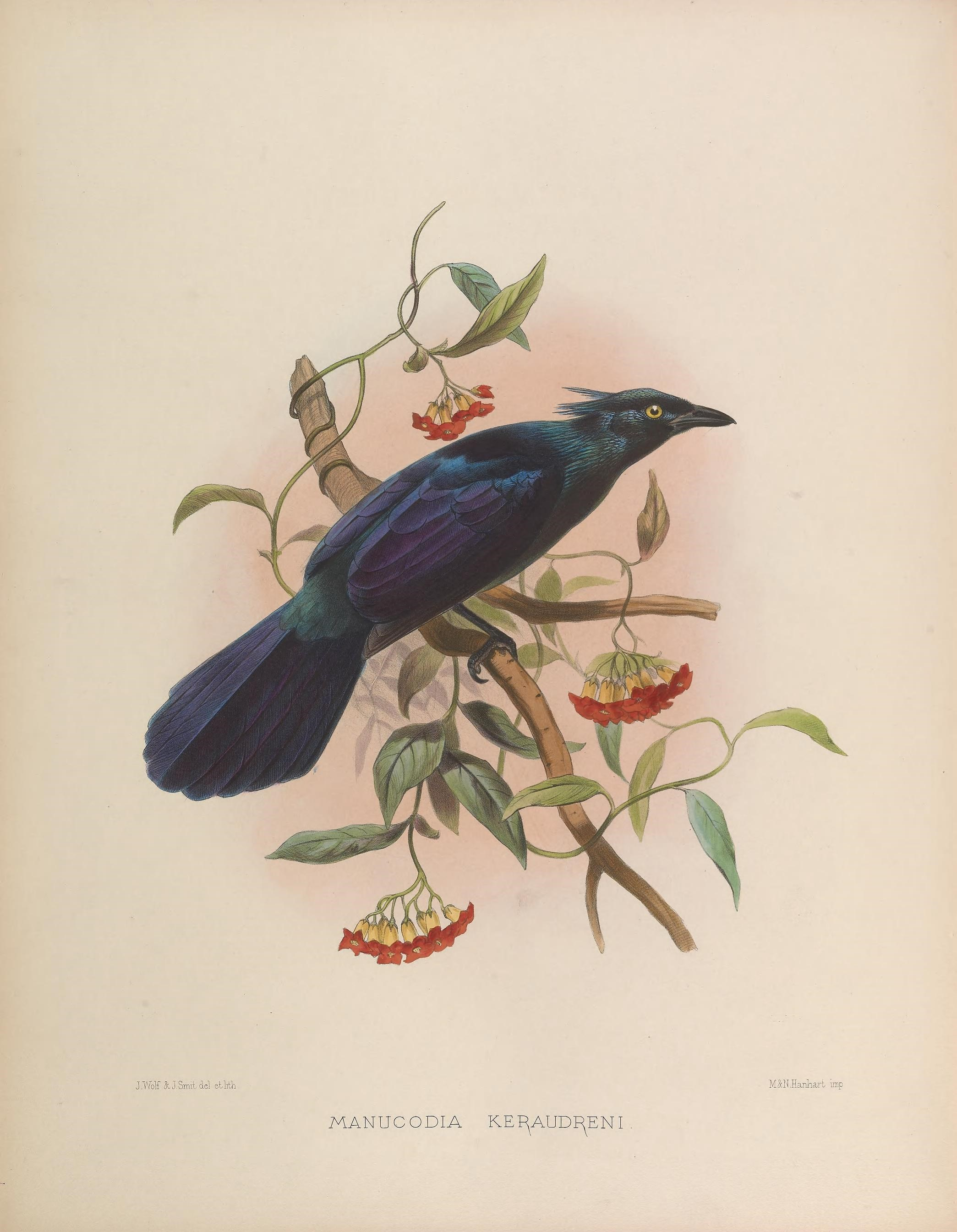
Schall-Manucodia, Darstellung aus dem Jahre 1873

Die Schall-Manucodia ist monogam. Die Brutzeit fällt in den Zeitraum Mai bis Januar. Zur Balz gehört es, dass das Männchen das Weibchen durch das Blattwerk von Baumkronen jagt. Es balzt außerdem vor dem Weibchen, wobei es den Schnabel nach oben steckt und die Federn an Kopf, Hals und Kehle sträubt. Bei anderen Beobachtungen öffnete das Männchen auch die Flügel und sträubte das Schwanzgefieder. Dabei ruft das Männchen sehr laut und wendet die Flügeloberseite dem Weibchen zu. Die Rufe können vom späten Morgen bis in den späten Nachmittag gehört werden. Schall-Manucodien haben keine spezifischen Bolzplätze, das Männchen balzt opportunistisch, sobald er das Weibchen gestellt hat.

### Nest und Gelege
Das Nest wird hoch in Bäumen in Astgabeln errichtet. Beide Elternvögel sind am Bau des Nestes beteiligt, dass mit Teilen von Schlingpflanzen an den Ästen befestigt wird und zwischen ihnen hängt. Das Nestinnere ist mit feineren Schlingpflanzenbestandteilen ausgepolstert. Es sind bislang nur wenige Nester vermessen worden; Ein Nest hatte einen Durchmesser von 20 Zentimeter und eine Höhe von 10 Zentimeter. Der innere Nestnapf hatte einen Durchmesser von 10 Zentimeter. Ein anderes Nest hatte einen Durchmesser von 15,2 Zentimeter und war 6,3 Zentimeter hoch.
Das Gelege besteht aus ein oder zwei Eier mit einer für die Unterfamilie Phonygamminae typischen rosafarbenen Grundfarbe. Die Schale weist außerdem braune, violette und graue Striche auf, wie sie für die andere Unterfamilie der Paradiesvögel, die Eigentlichen Paradiesvögel typisch sind.
Beide Elternvögel brüten. Der Wechsel am Nest findet ohne Rufe statt – der bislang brütende Vogel gleitet vom Nestrand weg, sobald der andere Nestvogel am Nest auftaucht.

### Nestlinge
Beide Elternvögel hudern und füttern die Nestlinge. Bei einem in Neuguinea näher beobachteten Nest brachten die Elternvögel im Schnitt 3,4 mal pro Stunde Futter an das Nest. Die Elternvögel hielten miteinander durch Rufe Kontakt, wenn er der beiden Elternvögel nicht direkt am Nest war. Der größte Teil der Nahrung, die die Elternvögel am Nest für die Nestlinge herauftrügen, waren Feigen.

### Brutgemeinschaft mit dem Mangrovekrähenwürger

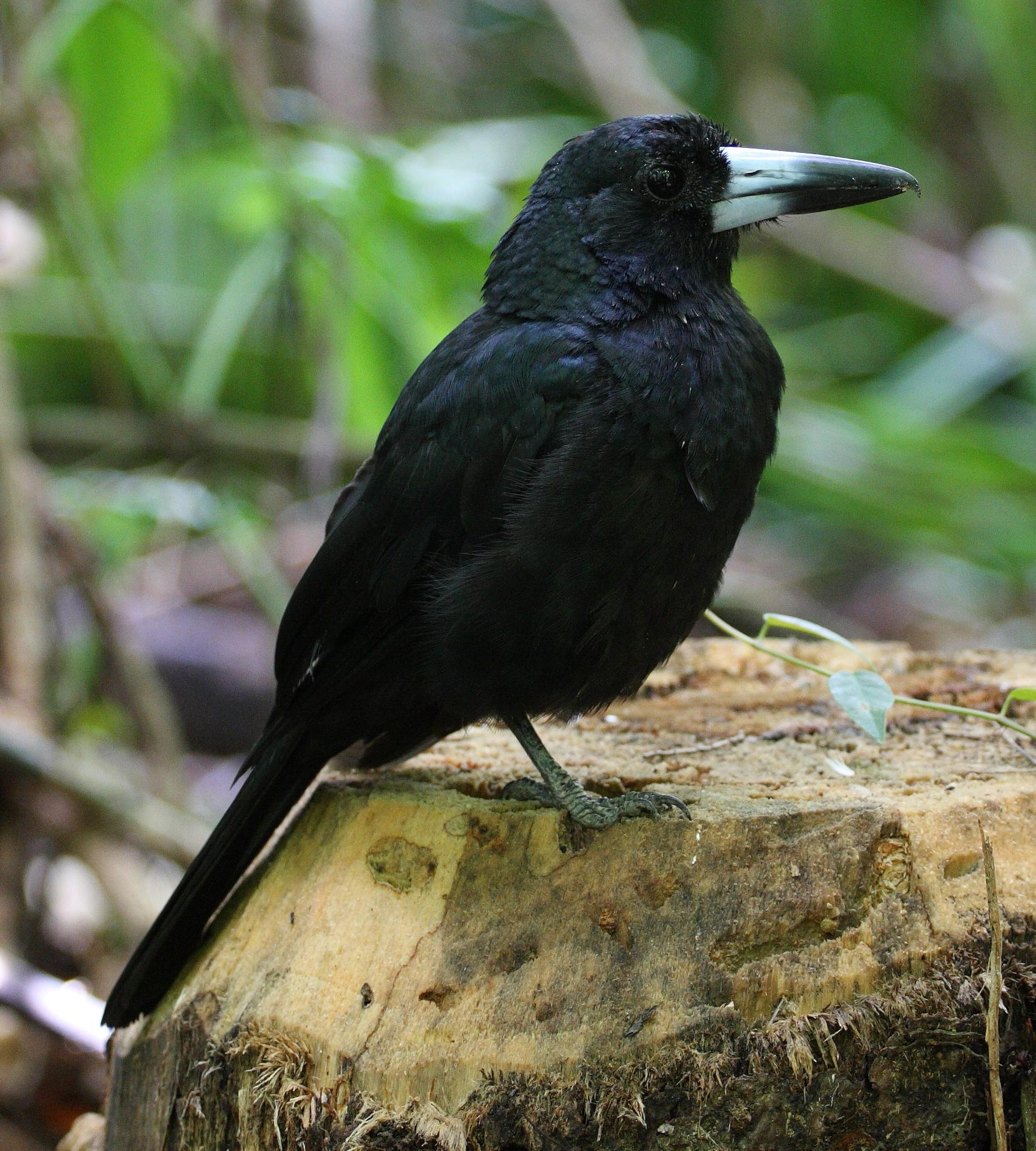
Mangrovekrähenwürger

Bereits zu Beginn des 20. Jahrhunderts wurde für die australischen Populationen der Schall-Manucodia festgehalten, dass sie bevorzugt in der Nähe des Mangrovekrähewürgers nistet. Dies wurde in den 1960er Jahren auch für Populationen in der Nähe von Port Moresby festgestellt.
Es sind die Schall-Manucoden, die die Nähe der Mangrovekräherwürger suchen und ihr Nest in der Nähe dieser Würgerkrähenart errichten. Auf der Kap-York-Halbinsel hat man beobachtet, dass Schall-Manucoden, die noch keine Eier gelegt haben, ihr Nest aufgeben, wenn der Brutversuch der Mangrovekräherwürger scheitert und diese ihr Nest aufgeben. Das legt nahe, dass die Schall-Manucoden gezielt die Nähe von Mangrkovekräherwürger sucht, weil diese mit ihrem aggressiven Verhalten Nesträuber fernhalten. Allerdings greifen Schall-Manucoden die Mangrovekräherwürger an, wenn diese sich zu sehr dem Nest nähern.

## Haltung
Schall-Manucoden sind vereinzelt in Zoologischen Gärten gehalten worden, darunter von 1965 bis 1967 im Taronga Zoo in Sydney. Im Londoner Zoo wurde bereits 1908 Schall-Manucoden gezeigt, 1916 legten diese sogar ein Ei. In den 1930er Jahren wurde die Art von der New York Zoological Society gezeigt. Schall-Manucoden sind sehr aktive und gegenüber anderen Vogelarten aggressive Vögel, die aber sich in einer sehr großen und gut beleuchteten Voliere, die auch einige schattige Plätze aufweisen, sehr gut halten lassen.

## Einzelbelege
1. 1 2   Frith & Beehler: The Birds of Paradise - Paradisaeidae. S. 230.
2. 1 2 3   Handbook of the Birds of the World zur Grünparadieskrähe, aufgerufen am 9. Juli 2017
3. ↑   Frith & Beehler: The Birds of Paradise - Paradisaeidae. S. 220.
4. ↑   Frith & Beehler: The Birds of Paradise - Paradisaeidae. S. 231.
5. 1 2 3   Frith & Beehler: The Birds of Paradise - Paradisaeidae. S. 234.
6. 1 2   Frith & Beehler: The Birds of Paradise - Paradisaeidae. S. 238.
7. ↑   Frith & Beehler: The Birds of Paradise - Paradisaeidae. S. 237.
8. 1 2 3   Frith & Beehler: The Birds of Paradise - Paradisaeidae. S. 239.
9. ↑   Frith & Beehler: The Birds of Paradise - Paradisaeidae. S. 240.